# 王士君
王士君（1963年—），中国东北师范大学城市与环境科学学院，教授，副院长，博士生导师；人文地理学家，主要研究领域为城市地理学，经济地理学，城市与区域规划。中国地理学会会员、理事，城市地理专业委员会副主任。